# Peripteros

Plattegrond van een peripteros

Een peripteros (Oudgrieks: περίπτερος) is een Griekse tempel waarbij de cella - centrale ruimten omgeven door muren van de tempel - geheel omgeven is door één rij vrijstaande zuilen. Dit konden Ionische, Dorische of Korinthische zuilen zijn.
De peripteros ontstond in Korinthe (700-675 v.Chr.), mogelijk als uitbreiding van de voorhal. Hij omgaf de naos en pronaos van een Griekse tempel. Vrijwel alle Griekse tempels zijn peripterale tempels.
Voorbeelden van een peripteros zijn:
- het Parthenon in Athene
- de Apollo-tempel van Korinthe
- de Tempel van Zeus (Syracuse), Italië